# Geopost
Geopost (wcześniej DPDgroup, Dynamic Parcel Distribution i Deutscher Paketdienst) – francuskie przedsiębiorstwo spedycyjne o globalnym zasięgu, będące w 83,32% własnością państwowego francuskiego holdingu GeoPost – spółki zależnej La Poste. Pozostałe udziały należą do DPD Systemlogistik GmbH & Co. KG (10,47%) oraz DPD Zeitfracht GmbH & Co. KG (6,21%). W 2020 firma zanotowała przychody w wysokości 11 mld euro, dostarczyła około 7,5 mln paczek dziennie. W marcu 2023 w ramach rebrandingu spółka zmieniła nazwę z DPDgroup na Geopost.

## Geopost w Polsce
W Polsce działa spółka zależna – DPD Polska (wcześniej: Masterlink Express), z siedzibą w Warszawie. Jej początki sięgają 1991.
W 1998 Masterlink został przejęty przez szwedzkie przedsiębiorstwo Posten AB. W lipcu 2002 Grupa La Poste i Posten AB podpisały umowę, na mocy której holding GeoPost nabył 50% udziałów Masterlink Express. W maju 2004 przedstawiciele Geopost i Posten AB podpisali umowę, w wyniku której francuski holding nabył 50% udziałów w Masterlink, które do tej pory były własnością Posten AB.